# Elyra apicimacula
Elyra apicimacula är en fjärilsart som beskrevs av Alfred Ernest Wileman 1915. Elyra apicimacula ingår i släktet Elyra och familjen nattflyn. Inga underarter finns listade i Catalogue of Life.